# Den unge garde (ungdomsorganisation)
 For alternative betydninger, se Den unge garde. (Se også artikler, som begynder med Den unge garde)
Den unge garde (Russisk: Молодая гвардия, Molodaja gvardija) er det Forenede Ruslands ungdomsorganisation. Organisationen er grundlagt i 2005 og er opkaldt efter en berømt garde, der opererede under 2. verdenskrig. Den Unge Garde har 83 regionale afdelinger fordelt ud over hele landet.
Organisationen er ved flere lejeligheder blevet beskyldt for at vinde stemmer til Det Forenede Rusland. Sagerne imod dem inkluderer ofte bestikkelse, vold, trusler. Dette kan dog ikke bekræftes men er ofte set som værende sandt.[kilde mangler]

## Erklærede mål
Den Unge Garde blev grundlagt for at forene Ruslands ungdom og har som formål at:
- Engagere de unge i det sociale og politiske liv i Rusland.
- Uddanne ungdommen til patriotisme og stolthed overfor deres land.
- Styrke betingelserne for at skabe en multietnisk og multireligiøs dialog.
- Fremme de unges kultur ved at være med til at hæve de unges faglige og intellektuelle niveau.
- Bevare og fremme den russiske kultur ved at sætte fokus på udviklingen indenfor videnskab, sport og turisme i landet.

55°47′13.7″N 37°38′10.4″Ø / 55.787139°N 37.636222°Ø